# Ignazio Lupi
Ignazio Lupi (Roma, 11 dicembre 1867 – Roma, 14 dicembre 1942) è stato un attore italiano.

## Filmografia parziale
- Nella terra che divampa, regia di Enrico Guazzoni (1912)
- La dama di picche, regia di Baldassarre Negroni (1913)
- Le mani ignote, regia di Enrique Santos (1913)
- Quo vadis?, regia di Enrico Guazzoni (1913)
- Zuma, regia di Baldassarre Negroni (1913)
- La donna è come l'ombra, regia di Giulio Antamoro (1913)
- Una tragedia al cinematografo, regia di Enrico Guazzoni (1913)
- Marcantonio e Cleopatra, regia di Enrico Guazzoni (1913)
- La porta chiusa, regia di Baldassarre Negroni (1913)
- Retaggio d'odio, regia di Nino Oxilia (1914)
- I misteri del castello di Monroe, regia di Augusto Genina (1914)
- La parola che uccide, regia di Augusto Genina (1914)
- Gaio Giulio Cesare, regia di Enrico Guazzoni (1914)
- A guardia di Sua Maestà, regia di Baldassarre Negroni (1916)
- Alla Capitale!, regia di Gennaro Righelli (1916)
- La rosa di Granata, regia di Emilio Ghione (1916)
- Christus, regia di Giulio Antamoro (1916)
- Come le foglie, regia di Gennaro Righelli (1916)
- C'era una volta, regia di Gennaro Righelli (1917)
- Il triangolo giallo, regia di Emilio Ghione (1917)
- Sole, regia di Giulio Antamoro (1918)
- Una peccatrice, regia di Giulio Antamoro (1918)
- Friquet, regia di Gero Zambuto (1919)
- L'ultimo romanzo di Giorgio Belfiore, regia di Charles Krauss (1920)
- Ma non è una cosa seria, regia di Augusto Camerini (1921)
- I figli di nessuno, regia di Ubaldo Maria Del Colle (1921)
- La casa sotto la neve, regia di Gennaro Righelli (1922)
- Sant'Ilario, regia di Henry Kolker (1923)